# Phyllagathis subrotunda
Phyllagathis subrotunda är en tvåhjärtbladig växtart som beskrevs av Carlo Hansen. Phyllagathis subrotunda ingår i släktet Phyllagathis och familjen Melastomataceae. Inga underarter finns listade i Catalogue of Life.